# Dora Bruder

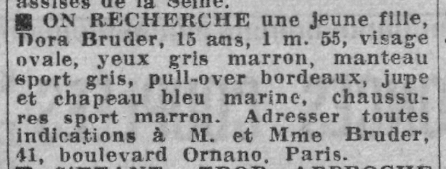
Suchanzeige in der Tageszeitung Paris-Soir vom 31. Dezember 1941

Dora Bruder (geb. 25. Februar 1926 in Paris; gest. 1942 im Konzentrationslager Auschwitz) war eine französische Frau und Opfer des Holocaust.

## Leben
Dora Bruder war die Tochter der jüdischen Eltern Ernest Bruder (geb. am 21. Mai 1899 in Wien), der 1926 bei Westinghouse in einer Bremsenfabrik arbeitete, und Cécile Burdej (geb. am 17. April 1907 in Budapest). Bei der Geburt von Dora, die im Hôpital Rothschild auf die Welt kam, lebte die Arbeiterfamilie im Haus Nr. 76, rue de Picpus im 12. Arrondissement von Paris.
Das jüdische Mädchen lief aus einem katholischen Pensionat im Winter 1941/42 weg und war mehrere Monate verschollen. 
Die Eltern, die 1941 am Boulevard Ornano, Hausnummer 41, in Paris wohnten, gaben in der Tageszeitung Paris-Soir vom 31. Dezember 1941 eine Vermisstenanzeige auf.
Zunächst wurde Dora Bruder in der Kaserne Les Tourelles interniert und dann mit dem Konvoi Nr. 34 am 18. September 1942, mit dem auch ihr Vater transportiert wurde, vom Sammellager Drancy nach Auschwitz gebracht und ermordet. Die Mutter von Dora Bruder wurde 1943 ebenfalls von den deutschen Besatzern in Auschwitz ermordet. 

## Patrick Modiano und sein BuchDora Bruder

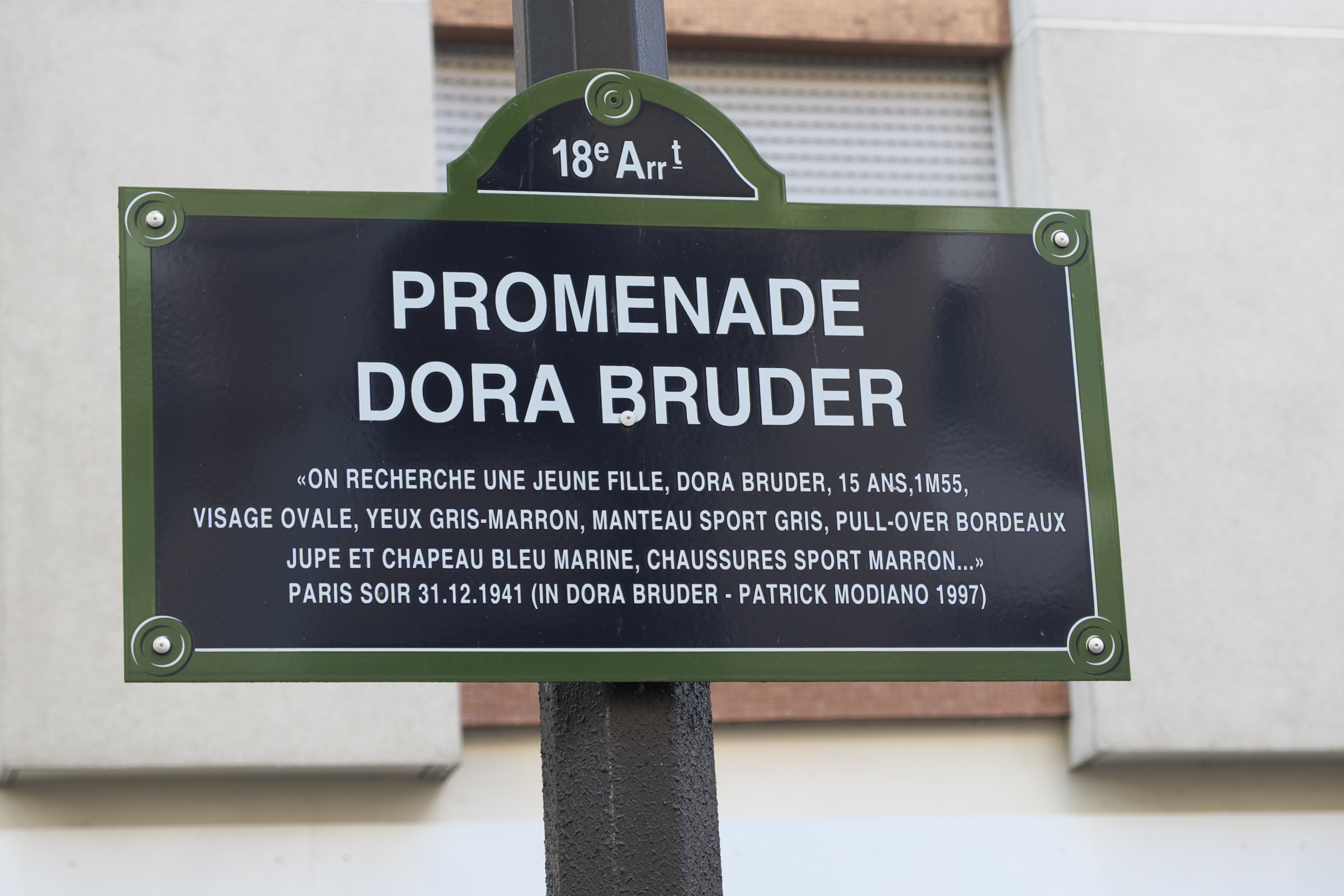
Straßenschild Promenade Dora Bruder im 18. Arrondissement in Paris

Im Buch Dora Bruder von Patrick Modiano, das 1997 erstmals erschien, recherchiert der Ich-Erzähler anhand von Zeitungsausschnitten und Polizeiakten das Verschwinden des jüdischen Mädchens während der Nazi-Besetzung Frankreichs. Der Autor zeichnet das Leben des Mädchens nach, indem er die Orte mit den Erinnerungen des Ich-Erzählers verknüpft.
Am 1. Juni 2015 wurde zur Erinnerung an die Opfer des Nationalsozialismus in Paris eine Straße im 18. Arrondissement in Anwesenheit Modianos als Promenade Dora-Bruder eingeweiht. Die Straße befindet sich auf einer stillgelegten Strecke der Chemin de Fer de Petite Ceinture zwischen der Rue Leibniz und Rue Belliard nahe der Métro-Station Porte de Clignancourt.